# 射精管

男性生殖系统圖

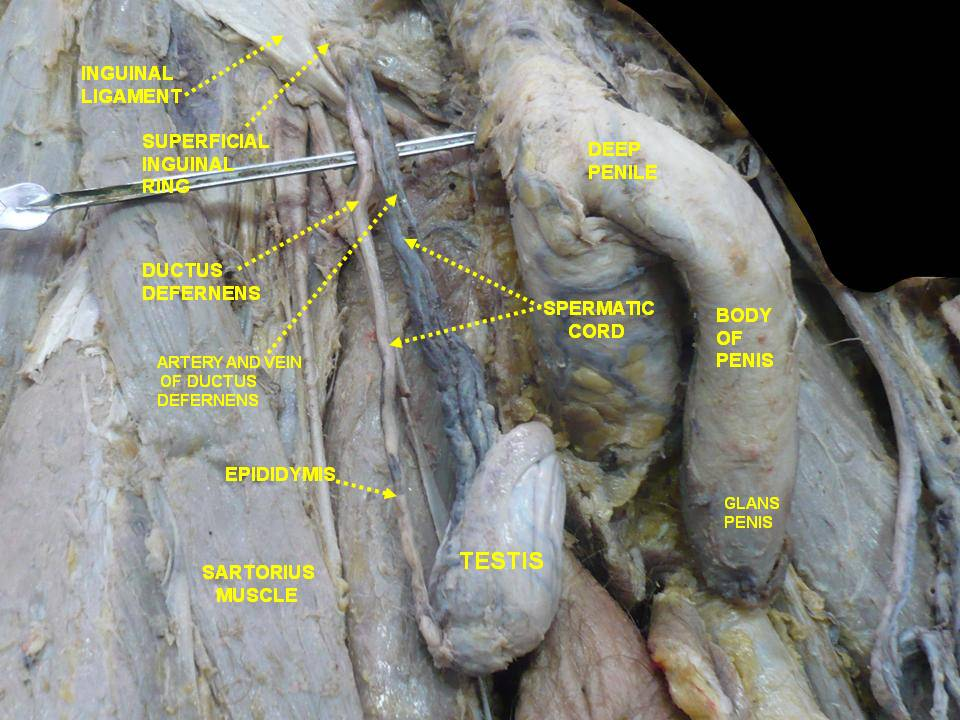
輸精管在男性生殖系統的位置圖

射精管（ejaculatory duct）是人体内输送精子的生殖管道一部分，由输精管末端与精囊腺的排泄管汇合而成。
与输精管相同，人体有一对射精管，在射精过程中起着重要的作用。精子是由睾丸产生，射精时通过输精管，进入射精管，再向下进入前列腺，再经过尿道最终排出人体。